# Національний інститут аерокосмічної техніки
40°29′32″ пн. ш. 3°28′37″ зх. д. / 40.492222222222° пн. ш. 3.4770833333333° зх. д.
Національний інститут аерокосмічної техніки (INTA: ісп. Instituto Nacional de Técnica Aeroespacial) — науково-дослідне агентство уряду Іспанії зі штаб-квартирою в Торрехон-де-Ардосі поблизу Мадрида. Засноване в 1942 році, проводить дослідження і розробки в галузі авіації і космосу, а також гідродинаміки.

## Напрямки робіт
Бюджет організації перевищує 100 мільйонів € і забезпечується засобами іспанського міністерства оборони, а також коштом прибутку від власних проектів. У 2008 році в інституті працювало 1200 співробітників, 80% з яких були зайняті в області наукових досліджень і розробок (створення нових матеріалів і устаткування, сертифікація авіаційної техніки тощо).

## Космічна діяльність

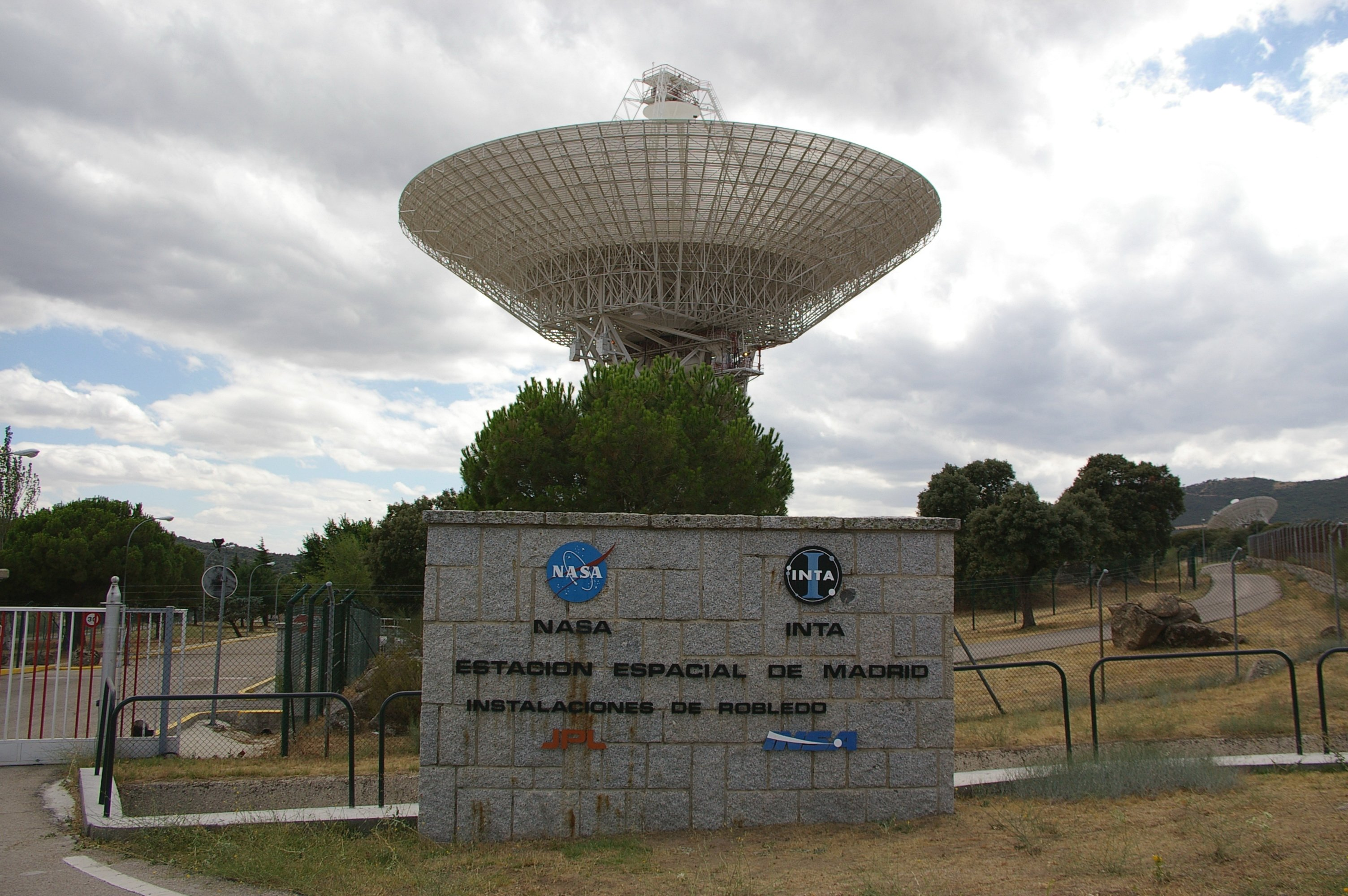
70-метрова антена в Мадридському комунікаційному комплексі.

Агентство запустило перший супутник INTASAT 15 листопада 1974 року на борту ракети-носія Дельта. Наступний супутник MiniSat-01 загальною вагою 190 кг був доставлений на орбіту ракетою Пегас в березні 2002 року.
В ході реалізації іспанської програми по запуску мікро- і наносупутників була перерва в 23 роки. У 1997 році роботи по створенню малобюджетних космічних апаратів були відновлені. Нарешті в грудні 2004 року європейська ракета-носій Аріан-5 доставила на орбіту NanoSat-01. В майбутньому планується запуск ще одного супутника SeoSat (Spanish Earth Observation Satellite).
Всі ці супутники спроектовані і виготовлені цілком в Іспанії. Вони базуються на недорогій багатофункціональній платформі зі стандартним інтерфейсом і модулем для корисного навантаження.
Сьогодні під контролем INTA знаходяться Мадридський космічний комунікаційний комплекс і стартовий майданчик El Arenosillo на півдні країни. Саме звідси запускаються в космос метеорологічні ракети типу INTA-255 і INTA-300, які виробляє інститут.
13 лютого 2012 року планується до запуску, розроблений в університеті технологічний супутник Xatcobeo.